# سيمون نورا
سيمون نورا (بالفرنسية: Simon Nora)‏ هو مسؤول فرنسي، ولد في 21 فبراير 1921 في الدائرة السادسة عشرة في باريس في فرنسا، وتوفي في 5 مارس 2006 في باريس في فرنسا بسبب سرطان.

## وصلات خارجية
- سيمون نورا على موقع مونزينجر (الألمانية)